# Хусейн Нізам-шах I
Хусейн Нізам-шах I (д/н — 6 червня 1565) — третій султан Ахмеднагарського султанату в 1553—1565 роках. Був видатним правителем і лідером Деканських султанатів у боротьбі проти Віджаянагари.

## Життєпис
Син Бурхан-шаха I. Замолоду виявив глибоку ненависть до Віджаянагарської імперії, причини якої є дискусійними. 1542 року брав участь у поході проти біджапурського султана Ібрагіма Аділ-шаха I. 1544 року одружився з донькою берарського султана Дар'ї Імад-шаха — Бібі Давлат (також відома як Даулат-Шах-бегум). Ще за життя його батька можливі претенденти на трон (крім братів) були усунені, і це гарантувало йому певний спокій.
1553 року після смерті батька успадкував владу, прийнявши додатково почесний титул аль-муайяд мін інд Аллах. Остаточно закріпив шиїзм в якості державної релігії. Невдовзі повстав його брат Абд аль-Кадір, якого підтримували сунітів та деканська знать, проте той зазнав поразки й втік до Берарського султанату. Невдовзі повстав інший брат — Міран Шах Хайдар (відомий також як Сайф Айн аль-Мульк) — за підтримки свого тестя Ходжи Джахана, власника Паренди. Але вони також зазнали поразки і втекли до біджапурського султана Ібрагіма Аділ-шаха I. Останній спільно з султаном Дар'єю Імад-шахом оголосили про підтримку на трон Міран Шах Хайдара. Невдовзі в битві біля Шолапуру Хусейн Нізам-шах I завдав супротивникам рішучої поразки, закріпивши за собою трон.
З цього часу стан війни з Біджапуром був майже постійним, і інші султанати Бідару, Голконди та Берару часто долучалися до конфлікту, то на одній, то на іншій стороні. На боці Біджапура виступав Віджаянагар. 1557 року Хусейн Нізам-шах I уклав союз з Голкондським і берарським султанатом, спрямований проти Біджапуру, Бідару і Відажянагару. 1558 року зумів захопити частину Біджапурського султанату. Проте того ж року у битві біля Годаварі бераро-ахмеднагарське військо зазнало тяжкої поразки від віджаянагарської армії в битві на річці Годаварі. За цим ворог сплюндрував значну частину володінь Хусейна Нізам-шаха I.
1561 року зумів домогтися миру з усіма ворогами. З 1563 року став формувати антивіджаянагарську коаліцію. 1564 року спільно з Біджапурським і Голкондським султанатами атакував Віджаянагарську імперією, але зазнав поразки від Рамараї. 1565 року зумів домогтися об'єднання військ усіх деканських султанатів. Вирішальна битва відбулася 23 січня 1565 року при Талікоті (Ракшас-Тагді). Спочатку перевага була на боці віджаянагарців. Проте у відповідальний момент мусульмани, що були на службі у Рамараї, перейшли на бік султанів, внаслідок чого індуські війська зазнали поразки. Помер Хусейн Нізам-шах I через 5 місяців після перемоги в 1565 році. Спадкував владу його син Муртаза Нізам-шах I.